# Орнице
Орнице су насељено мјесто у Лици. Припада граду Госпићу, у Личко-сењској жупанији, Република Хрватска.

## Географија
Орнице су удаљене око 7 км југоисточно од Госпића.

## Историја

### Други свјетски рат
Усташе су извршиле 5. августа 1941. године масован покољ у којем је страдало само у једном дану 907 Срба, житеља села Орница, Дивосела и Читлука. Истог дана усташе су усмртиле 256 српских избјеглица из села Дивосела, Читлука и Орница у предјелу Крушковаче под Велебитом.

## Становништво
Према попису из 1991. године, насеље Орнице је имало 55 становника, међу којима је било 50 Срба, 4 Југословена и 1 остали. Према попису становништва из 2001. године, Орнице није имало становника. Према попису становништва из 2011. године, насеље Орнице је имало 6 становника.
| Националност       | 1991. | 1981. | 1971. | 1961. |
| Срби               | 50    |       |       | 85    |
| Југословени        | 4     |       |       |       |
| остали и непознато | 1     |       |       |       |
| Укупно             | 55    | '     | '     | 85    |

| Демографија | Демографија | Демографија |
| Година      | Становника  | Становника  |
| ----------- | ----------- | ----------- |
| 1961.       | 85          |             |
| 1971.       | 71          |             |
| 1981.       | 54          |             |
| 1991.       | 55          |             |
| 2001.       | 0           |             |
| 2011.       |             | 6           |